# Gorovje Mantiqueira
Gorovje Mantiqueira (portugalsko Serra da Mantiqueira dobesedno 'veriga gora Mantiqueira') je gorovje v jugovzhodni Braziliji z deli v zveznih državah São Paulo, Minas Gerais in Rio de Janeiro.
Ime kaže na velik pomen območja kot vira pitne vode, voda pa oskrbuje veliko število pomembnih mest na jugovzhodu Brazilije. Iz njenih potokov nastane reka Jaguari, ki oskrbuje severno regijo Veliki São Paulo; večina levih pritokov reke Paraíba do Sul, ki prečka gosto poseljeno in visoko industrializirano regijo; in reka Grande, ki je izvir reke Parana, ene najdaljših in najpomembnejših v Južni Ameriki ter reke z največjo proizvodnjo hidroelektrarn na svetu, skozi vrsto elektrarn navzdol po reki do Argentine in Paragvaja.
Številni izviri mineralne vode ležijo v regijah Caxambu in São Lourenço v Minas Geraisu ter Campos do Jordão in Serra Negra v São Paulu.

## Ekologija
Serra da Mantiqueira je del ekosistema Atlantskega gozda. Kljub izkrčitvi zemljišč za živinorejo je težka dostopnost številnih območij omogočila, da še vedno obstajajo zatočišča dobro ohranjenih gozdov z drevesi, kot so mimozolistni palisandrovec (Jacaranda mimosifolia), španska cedra (Cedrela odorata), Meliaceae, guatambu (Balfourodendrom Ciedelianum), ipê (Tabebuia), canela, Albizia, jequitibá 
(Lecythidaceae) in tudi Araucaria angustifolia, ki je bolj značilna za subtropsko Južno Ameriko, vendar jo najdemo na tem območju zaradi nadmorske višine. Na svoji najbližji točki je regija le 100 km od mesta São Paulo.
Je tudi življenjski prostor raznolike favne: pampaški jelen (lokalno znani kot veado campeiro), grivasti volk (lobo guará), puma (onça-parda ali suçuarana), gozdni pes (Speothos venaticus -  cachorro-vinagre), ozelot (jaguatirica), paca (Cuniculus ), opice vriskači (Alouattinae), zakrinkani titi (sauá - Callicebus personatus), veverice in ježi so še vedno prisotni. Ptice, ki jih poznamo, so azurna šoja (Cyanocorax caeruleus), tukani, papiga (maitaca - Pionus), inhambu (dolgonoge kure), jacana (Jacanidae), seriema in čopasta karakara (Caracara plancus).

## Nadmorske višine in podnebje
Mantiqueira je priljubljena regija za alpiniste in pohodnike, kjer se lahko pozimi, ko je sušno obdobje, povzpne na nekatere najvišje vrhove v državi:
- Pedra da Mina – 2798 m, med Passa Quatro (Minas Gerais), Lavrinhas in Queluz (São Paulo); GPS je šele pred kratkim odkril, da je najvišja točka v območju, pa tudi najvišja v državi São Paulo in tretja najvišja v Minas Geraisu.[1]
- Pico das Agulhas Negras – 2792 m, v Narodni park Itatiaia, med državama Minas Gerais in Rio de Janeiro; prej veljal za najvišjo v razponu.
- Pico dos Três Estados – 2665 m, med prejšnjima dvema vrhovoma, na tromeji zveznih držav Minas Gerais, São Paulo in Rio de Janeiro.
- Pico dos Marins – 2421 m, blizu Piquete, São Paulo, ki je prej napačno veljal za najvišjo točko države.
- Pedra de São Domingos – 2050 m, Córrego do Bom Jesus in Gonçalves, Minas Gerais.

Tukaj je tudi nekaj najvišjih brazilskih mest:
- Campos do Jordão, São Paulo – 1620 m
- Monte Verde (okrožje Camanducaia), Minas Gerais – 1550 m
- Senador Amaral, Minas Gerais – 1505 m
- Bom Repouso, Minas Gerais – 1370 m
- Maria da Fé, Minas Gerais – 1280 m
- Munhoz, Minas Gerais – 1260 m
- Gonçalves, Minas Gerais – 1250 m
- Visconde de Mauá, Resende, Rio de Janeiro – 1200 m
- Delfim Moreira, Minas Gerais – 1200 m
- Bueno Brandão, Minas Gerais – 1200 m
- Barbacena, Minas Gerais – 1160 m

Zaradi nadmorske višine so pozimi v Serra da Mantiqueira nizke temperature, s pojavom megle zgodaj zjutraj in zmrzali, kar daje pokrajini videz regij z veliko hladnejšim podnebjem. Pozimi je običajno, da temperature dosežejo blizu 0 °C, nato pa se temperature pod lediščem neredko pojavijo v mestih v regiji. Na vrhovih najvišjih vrhov je lahko mraz še močnejši in temperature lahko padejo do -10 °C. Sneg je redek, vendar je bil nekajkrat zabeležen, na primer pozimi 1994, ko je snežilo v masivu Itatiaia.

## Mikroregije
- Cidades Altas: regija, ki leži na desnem bregu reke Jaguari in vključuje mesta Itapeva, Camanducaia, Munhoz, Senador Amaral, Bom Repouso, Bueno Brandão]in Ouro Fino, v zvezni državi Minas Gerais, in Pedra Bela in Serra Negra v zvezni državi São Paulo.
- Entre Rios: med dvema rekama, Jaguari, ki teče v smeri sever-jug in je del porečja reke Tietê, in reke Sapucaí-Mirim, ki teče od juga proti severu in tvori reko Grande. Vključuje mesta Extrema, Monte Verde, Gonçalves in Sapucaí-Mirim v Minas Gerais.
- Pinhais: vsebuje dve razmeroma veliki mesti, Campos do Jordão in São Bento do Sapucaí, pa tudi Santo Antônio do Pinhal v zvezni državi São Paulo in Brasópolis, Piranguçu, Camanducaia in Wenceslau Braz, v zvezni državi Minas Gerais.
- Terras Altas: vsebuje nekatera najstarejša mesta na tem območju, kot so Passa Quatro, Itanhandu, Itamonte, Pouso Alto, Alagoa, Virgínia, Delfim Moreira in Marmelópolis, vse v Minas Geraisu.
- Itatiaia: z narodnim parkom Itatiaia, bližnjimi mesti Bocaina de Minas, Liberdade in Miranão v Minas Geraisu, Resende in Itatiaia v Riu de Janeiru ter vas Visconde de Mauá, ki delno leži v vsaki državi.
- Ibitipoca: ta regija je v celoti v Minas Gerais, po ostrem severovzhodnem zavoju se območje odmakne od južnih meja države; vključuje mesta Bom Jardim de Minas, Lima Duarte, Santa Rita de Ibitipoca in Barbacena, pri čemer je slednje največje mesto v Območje Mantiqueira.

## V popularni kulturi
Brazilski skladatelj Antonio Carlos Jobim je zložil pesem z naslovom Mantiqueira Range za svoj album Jobim (1972). Jobim je navdih za komad dobil v istoimenskem gorovju.